# Hawker Siddeley Harrier
Гокер Сіддлі «Га́ррієр» (англ. Hawker Siddeley Harrier) GR.1/GR.3 та AV-8A Harrier (в британській та американській системах позначення відповідно) — перше покоління сімейства британських штурмовиків «Гаррієр». Розроблений в 1960-х роках, «Гаррієр» став першим у світі серійним літаком вертикального злету та приземлення. Серійний випуск розпочато у 1967 році. Перебував на озброєнні Великої Британії (Королівські ВПС), США (морська піхота), Іспанії, Індії і Таїланду.
Подальшим розвитком літака є машини BAE Sea Harrier, BAE Harrier II, AV-8B Harrier II, що створювались на підприємствах British Aerospace (Велика Британія) і McDonnell Douglas (США).

## Конструкція
Літак вертикального злету та приземлення, одномісний суцільнометалевий високоплан нормальної аеродинамічної схеми з велосипедним шасі. Оснащений одним турбовентиляторним двигуном Rolls-Royce Pegasus з чотирма поворотними соплами, розташованими попарно ліворуч і праворуч від фюзеляжу — під центропланом і в кормовій частині: перші створюють тягу холодним стисненим повітрям від першого контуру двигуна, другі — гарячим вихлопом двигуна.

## Розробка літака
Розробка почалася зі створення унікального турбореактивного двигуна Bristol Siddeley Orpheus — здатного спрямувати 3600 кілограм тяги у чотири поворотні сопла, які, в результаті, створюють 4 стовпи вертикальної тяги. Потім для випробувань двигуна (на цій стадії він вже називався Bristol Pegasus I) був створений експериментальний літак для відпрацювання технології вертикального злету та приземлення — Hawker P.1127. Розробка була розпочата в 1957 р. підприємством Hawker Aviation (конструктори Сідні Кемм, Ральф Гупер та Стенлі Гукер). Перший вертикальний зліт прототипу був виконаний 21 жовтня 1960 р. Всього було побудовано 6 машин Hawker P.1127, одна з них втрачена при аварії.
Подальшим розвитком прототипу P.1127 став літак Kestrel FGA.1, який виконав перший політ 7 березня 1964 р. Випуск цих дослідних машин склав дев'ять одиниць. Літаки були передані для оціночних випробувань у спеціально утворений авіазагін з базою в графстві Норфолк, куди входили пілоти ВПС Великої Британії, США та ФРН. Один з літаків був втрачений у ході випробувань. Шість літаків, по завершенню програми у Великій Британії, були передані для випробувань до США під позначенням XV-6A Kestrel.
Всього, в процесі програми розробки літака, було побудовано шість літаків P.1127 і 9 літаків Kestrel.
В середині 1966 р. Королівські ВПС Великої Британії замовили 60 літаків P.1127 для прийняття на озброєння. Літаку було присвоєне остаточне позначення Harrier GR.1. 31 серпня 1966 газетою «День» внесений до календаря історичних подій як день першого вильоту англійського винищувач вертикального зльоту «Гаррієр».

## Серійний випуск

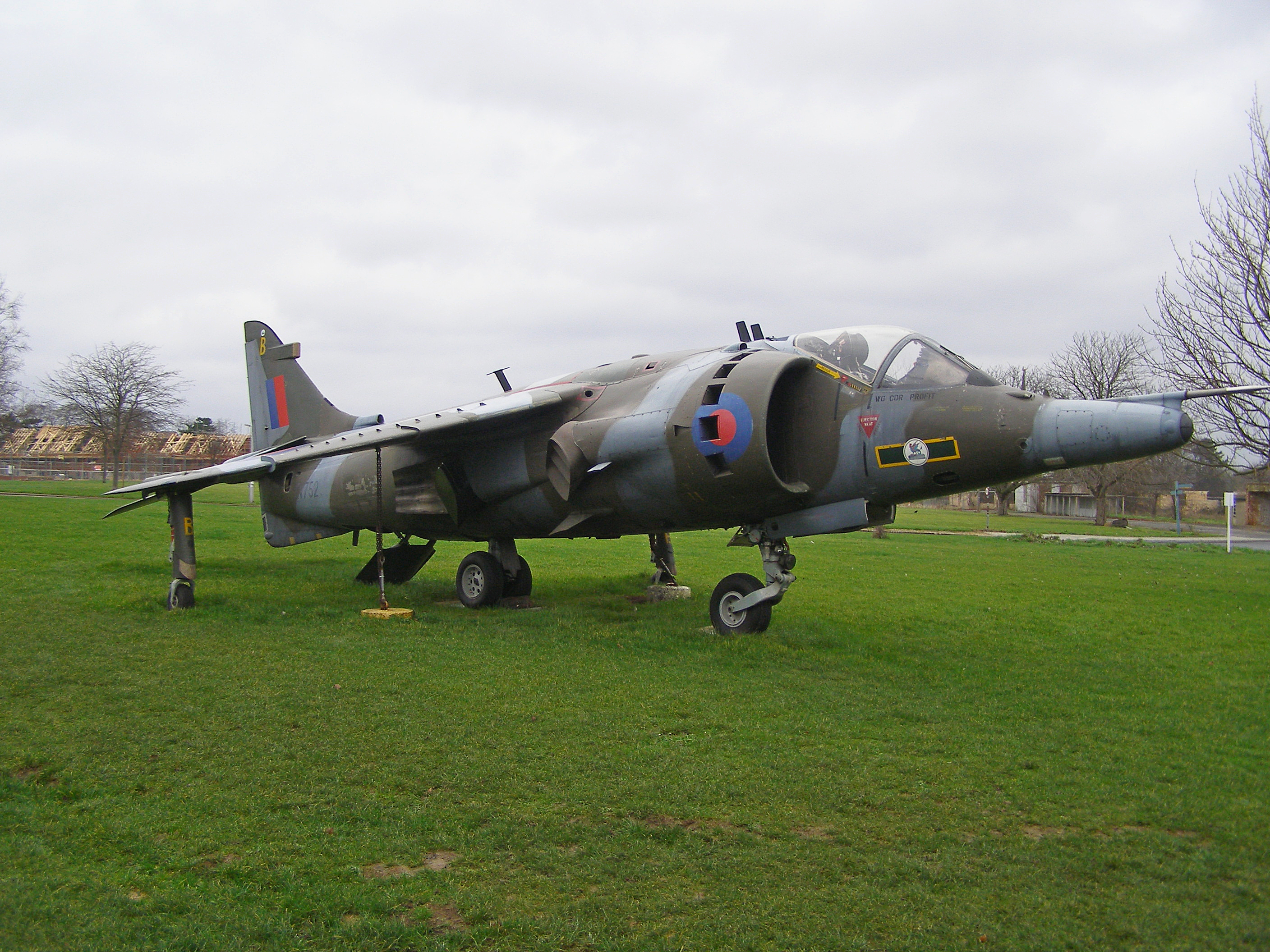

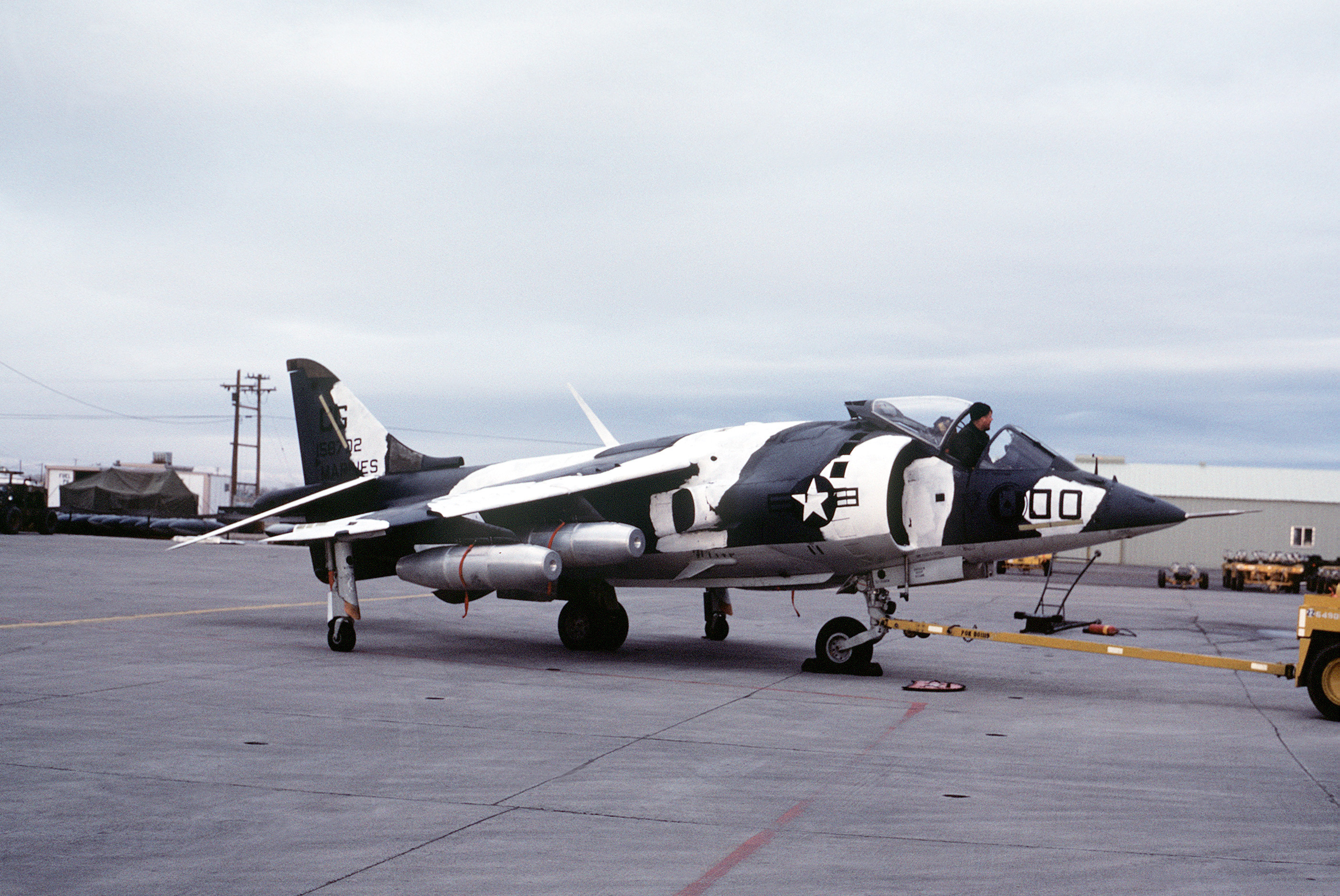
AV-8A

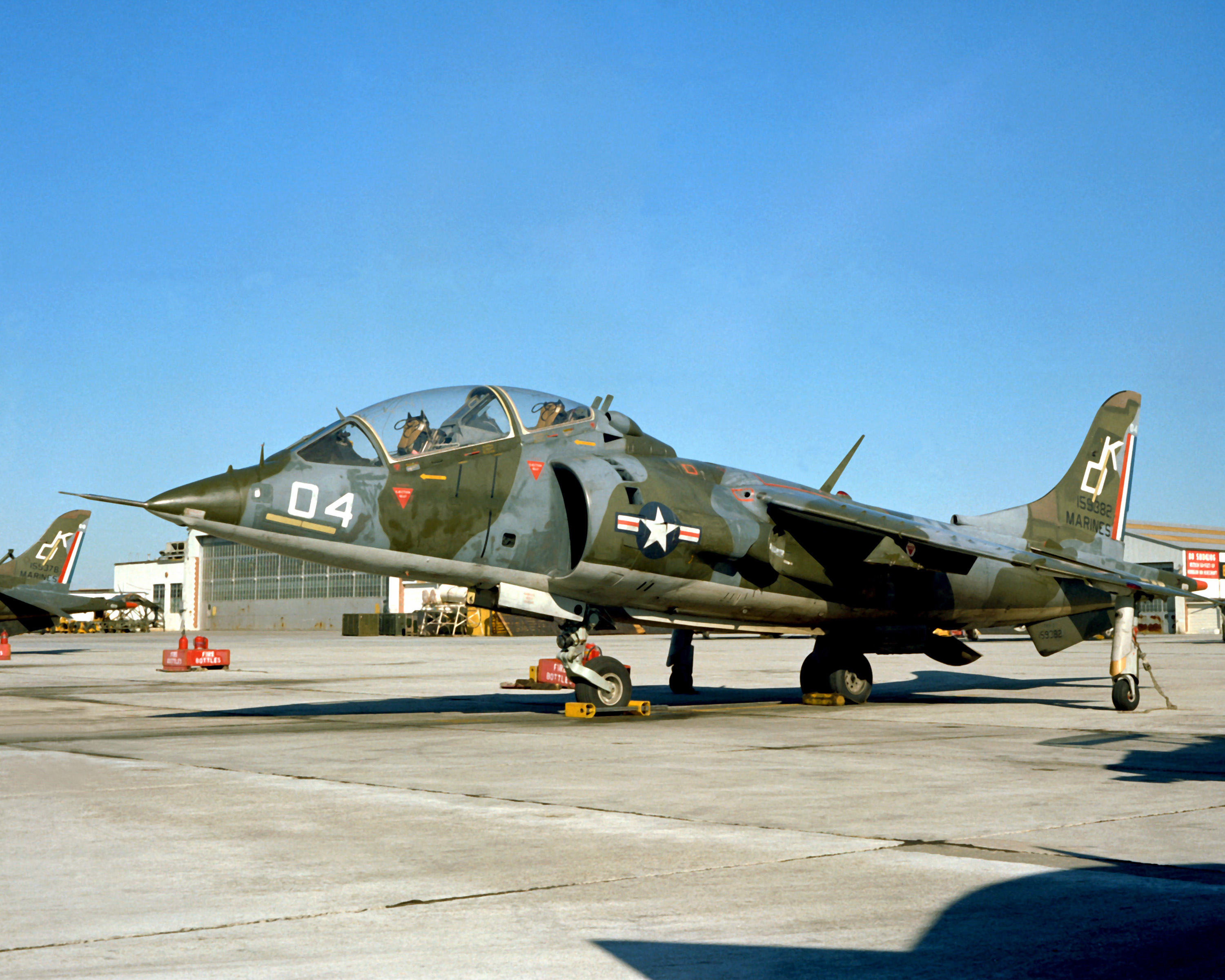
Навчальний двомісний TAV-8A Harrier

Перша виробнича серія літаків була позначена як Hawker Siddeley Harrier GR.1 та була безпосереднім розвитком прототипу Kestrel. Виробництво велося на заводах у містах Кінгстон-апон-Темс і Дансфолд (графство Суррей). Перший політ літак виконав 28 грудня 1967 року, а в 1969 році літак прийнято в експлуатацію ВПС Великої Британії. На початку 1970-х років надійшов на озброєння корпусу морської піхоти США і ВМС Великої Британії.
Наступною модифікацією літака став Harrier GR.3 з поліпшеною системою лазерного цілевказування і дещо збільшеною потужністю двигуна. Дана модифікація з деякими змінами (встановлювалося дві автоматичні 30-мм гармати ADEN і дві ракети AIM-9 Sidewinder) випускалася і на експорт під позначенням AV-8A: 113 машин було вироблено для корпусу морської піхоти США і ВМФ Іспанії. Всього було розроблено більше 10 модифікацій першого покоління сімейства Harrier:
Harrier GR.1,Harrier GR.1A, Harrier GR.3, двомісні навчальні варіанти Harrier T. 2/Harrier T. 2A/Harrier T4; експортні модифікації для США: AV-8A Harrier/AV-8C, навчальний двомісний TAV-8A Harrier; експортні модифікації для Іспанії (і пізніше — Таїланду): AV-8S Matador (позначення у флоті Іспанії VA-1 Matador, внутрішнє позначення розробника Harrier Mk 53 і Mk 55).

## Керування літаком та техніка пілотування

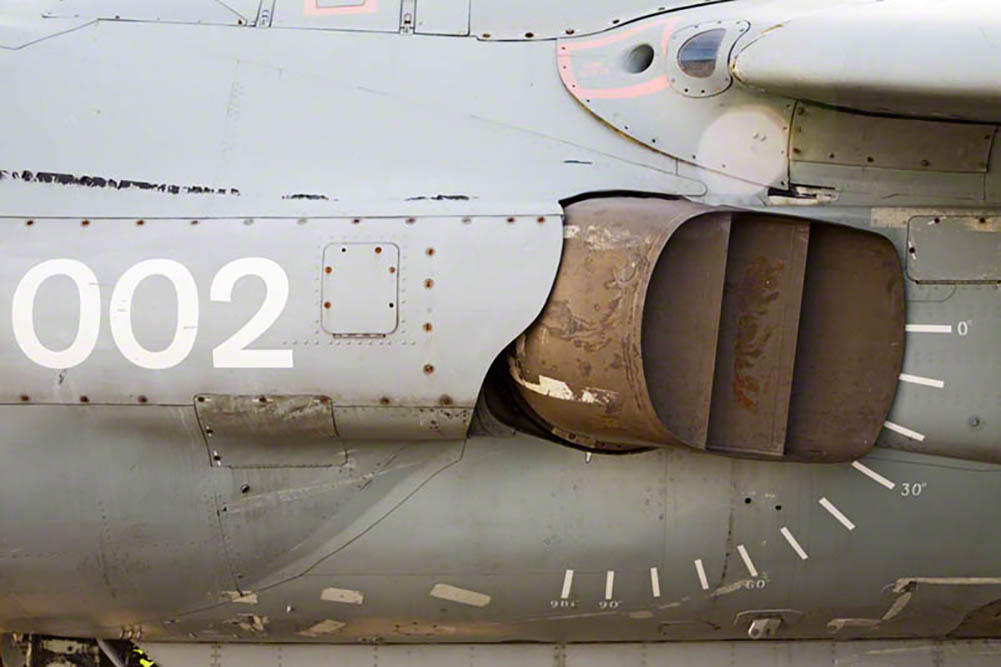
Поворотне сопло Sea Harrier, встановлене для режиму горизонтального польоту. Білі мітки позначають допустимий кут повороту сопла

Як літак вертикального злету та приземлення, Harrier відрізняється специфічною, властивою цьому типу літаків, технікою пілотування. Режими вертикального злету та приземлення, режим висіння і перехідні режими польоту загалом відсутні в літаках звичайної схеми і вимагають від пілота Harrier навичок пілотування, близьких до вертолітних.
ЛВЗП Harrier має два контури управління, які (за рідкісними винятками) відсутні в літаках звичайної схеми: відхилення вектора тяги двигуна і струменеву систему управління. Відхилення вектора тяги двигуна проводиться поворотом чотирьох сопел. Кут установки сопел регулюється в діапазоні від нуля градусів (сопла спрямовані горизонтально, строго назад в бік хвоста), до 98° (трохи вперед у бік носа). Для режиму строго вертикального злету та приземлення сопла направляються чітко вниз під кутом 90°. Управління поворотом сопел виконується ручкою, розташованою поруч з сектором газу. Оскільки в режимі висіння і близьких до нуля швидкостей польоту аеродинамічні поверхні (елерони, керма висоти і кермо напрямку) неефективні, на цих режимах використовується система струменевого (реактивного) керування. Вона являє собою кілька регульованих повітряних сопел, розміщених на вінглетах, а також в носовій і хвостовій частині літака. Стиснене повітря надходить від першого контуру двигуна і розводиться по трубопроводах до сопел цієї системи. Управління в режимі висіння з використанням цієї системи здійснюється, так само як і в режимі горизонтального польоту, за допомогою ручки і педалей.
Перед виконанням вертикального злету літак встановлюється носом проти вітру. Льотчик, утримуючи літак на гальмах в режимі малого газу, повертає сопла у вертикальне положення (90°) і різко встановлює злітний режим потужності двигуна. Літак вертикально відокремлюється від майданчика: встановленням потужності двигуна підбирається бажана висота висіння. Розгін літака для переходу в горизонтальний політ проводиться поступовим розворотом сопел назад, в горизонтальне положення. Вертикальна посадка проводиться в зворотній послідовності операцій. Особливу увагу льотчик повинен приділяти напрямку вітру при злеті та приземленні, оскільки бічний вітер особливо небезпечний для літака на режимі висіння. У цьому випадку літак може перевищити допустимий кут крену на крило, і, з причини обмеженої потужності системи реактивного управління, різко втратити підіймальну силу через відхилення тяги двигуна від вертикалі. Дана ситуація може призвести до втрати висоти і зіткнення з ґрунтом. Крім того, при злеті та приземленні пілот повинен враховувати вплив ефекту екрану (газової подушки, створюваної тягою двигунів, що відбивається від поверхні).
При виконанні злету з коротким розбігом, сопла встановлюються в деяке проміжне положення (менше 90°). Поворот сопел проводиться після початку розбігу, по досягненні швидкості близько 100 км/год.
Техніка повороту вектора тяги може застосовуватися також і в горизонтальному польоті, зокрема при бойовому маневруванні в умовах повітряного бою.
Суттєвою особливістю в техніці пілотування є обмежений (у деяких випадках) час роботи двигуна в режимі висіння. В умовах високої температури зовнішнього повітря турбовентиляторний двигун Pegasus, як і всі газотурбінні двигуни, втрачає потужність і, працюючи на режимі великого газу, перегрівається. Для компенсації цих факторів проводиться впорскування води в двигун (в камери згоряння і на турбіну). У разі необхідності застосування такого впорскування час висіння обмежується запасом води в бортовій ємності (227 літрів) і, при максимальній витраті води, становить не більше 90 секунд. У той же час в ході демонстраційних польотів на різних авіашоу літак неодноразово виконував висіння протягом більш ніж п'яти хвилин.

## Експлуатація

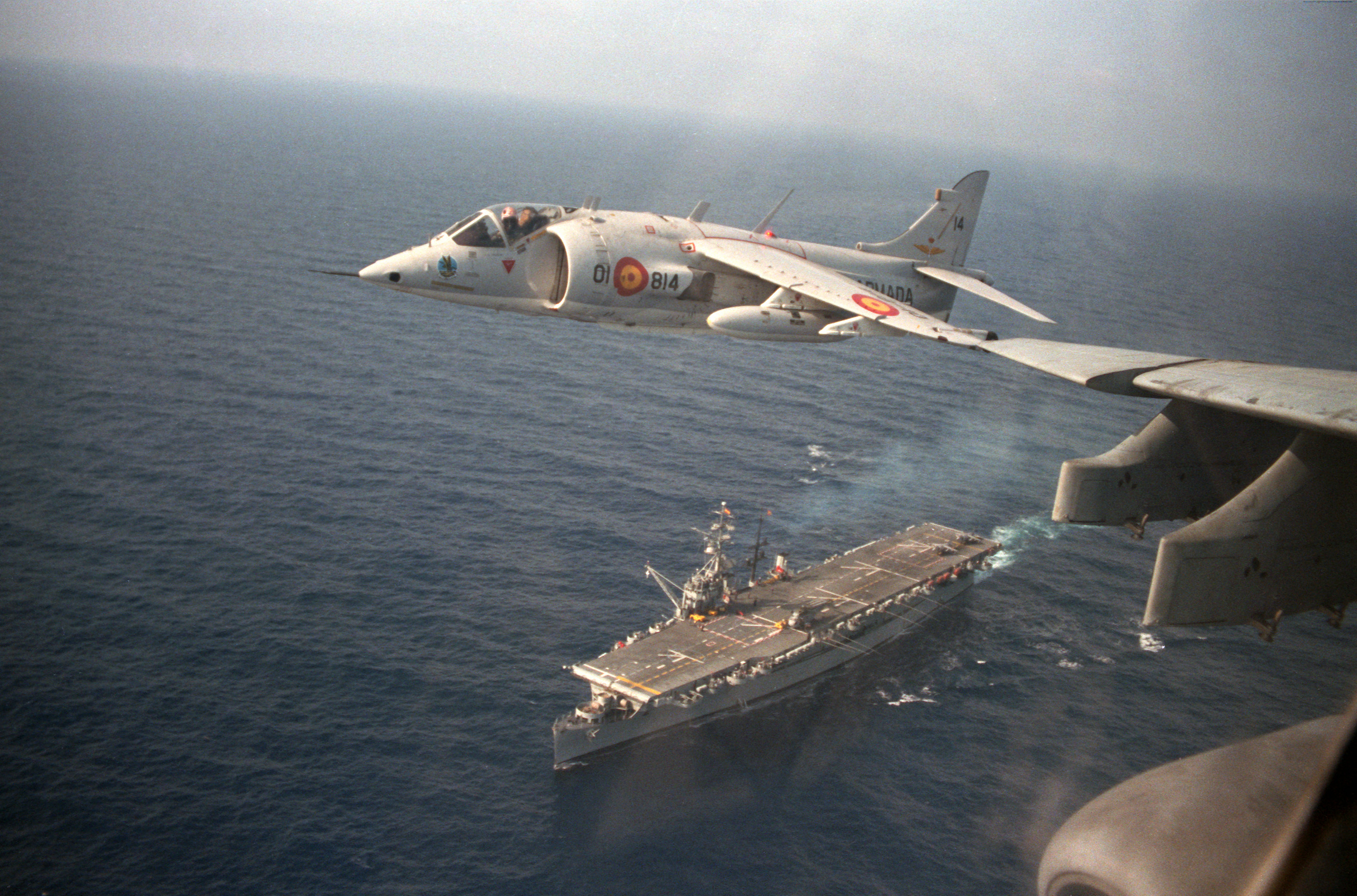
AV-8S Matador ВМФ Іспанії над авіаносцем Dédalo

Літаки Harrier GR.3 британських військово-повітряних сил були вперше застосовані в бойових умовах під час Фолклендської війни з авіаносця HMS Hermes (R12) (десять одиниць). В основному вони використовувалися для безпосередньої підтримки британських сухопутних військ і для бомбардувань аргентинських позицій та аеродромів. Палубна версія літака Sea Harrier FRS.1 британського військово-морського флоту (28 одиниць) також застосовувався в ході цієї війни, як правило, для повітряної оборони флотського з'єднання. Всього в ході бойових дій було втрачено чотири літаки Harrier GR.3 (як з бойових, так і з небойових причин).
У 2011 році, коли Велика Британія відмовилась від експлуатації авіаносця «Арк Роял», були численні застереження вищих командирів — генералів та адміралів, що втрата «Арк Роял» та його флоту винищувачів «Гаррієр» зашкодила обороноспроможності Британії. Вони вважали, що Британія більше не зможе провадити морські операції, не ставлячи під серйозну загрозу життя персоналу, особливо на фоні нарощення озброєнь Росією.

## Тактико-технічні характеристики

### Загальні характеристики
- Екіпаж: 1
- Довжина: 14,27 м
- Розмах крил: 7,75 м (9 м з подовженнями)
- Висота: 3,63 м
- Площа крила: 18,68 м² (20 м² з подовженням)
- Відносне подовження=3.175 (4.08 з подовженнями)
- Порожня вага: 6,139 кг
- Максимальна злітна вага: 11,431 кг

#### Силова установка
- Двигун: 1 × Rolls-Royce Pegasus 103

#### Льотні характеристики
- Максимальна швидкість: 1,176 км/год
- Швидкість звалювання км/г=1,3 маха
- Дальність, км: 3,430/5,600 з підвісними баками
- Дальність nmi: 1,850/3,000 з підвісними баками
- Витривалість: 1,5 год в бойовому режимі при 100 nmi, >7 год з підвісними баками
- Стеля: 15,600 м
- Ліміт перевантаження: +7.8 −4.2
- Швидкопідйомність: досягає висоти 12,192 м за 2 хв 23 с з часу вертикального зльоту

#### Озброєння
- Гармати: 2 підвісні гармати ADEN 30 калібру
- Підвіски: 4× під крилами та 1× на пілоні під фюзеляжем
- Навантаження підвісок: 2,268 кг
- Підвісні ракети 4× ракетних установок Matra з 18× ракетами SNEB 68 mm кожна
- Підвісні протиповітряні ракети: 2× AIM-9 Sidewinder класу повітря-повітря
- Підвісні бомби: різноманітні некеровані бомби, а також касетні BL755 або лазерні боєприпаси

#### Інше
- 1× прилад повітряної розвідки
- 2× підвісні паливні баки при необхідності подовження дистанції/часу польотів

#### Авіоніка
- Ferranti LRMTS
- Marconi ARI 18223 RWR
- Plessey U/VHF comms
- Ultra standby UHF
- GEC Avionics AD2770 TACAN
- Cossor IFF
- Ferranti FE541 INAS
- Sperry C2G compass
- Smiths HUD

## У музеях
За інформацією про Канадський музей авіації і космосу в Оттаві на україномовній версії сайту Advisor.travel серед експонатів музею є й «Гакер-Сидделей AV-8A Гарріер» (English. Hawker-Siddeley AV-8A Harrier) .

## В українській пресі
Журнал «Сурмач» Об'єднання бувших вояків Українців у Великій Британії за 1986 рік у розділі «Військова хроніка» повідомляв, що американські розробники випробовують для спорудження нових бойових літаків — Гаррієр-II новий графітно-композитний матеріал, на 26 відсотків легший від попереднього.

## У популярній культурі
На «Гаррієрі» (американської модифікації AV-8) літав головний герой Арнольда Шварценеггера у фільмі «Правдива брехня».
У комп'ютерних іграх на «Гаррієрі» можна «політати» в авіасимуляторі Harrier Jump Jet від компанії MicroProse, іграх Jane's Fighters Anthology і Strike Fighters 2.
Також «Гаррієр» присутній у Command & Conquer: Red Alert 2.
Готується до виходу адаптація модуля «Гаррієра» від компанії RAZBAM для авіасимулятора DCS World, спочатку розробленого для Microsoft Flight Simulator X.